# 美南长老会
美南长老会（Presbyterian Church in the United States）是美国历史上的一个基督教宗派，开始于1861年，包括美国南方各州的长老会，美国长老会是由于废奴问题而南北分裂的产物。1983年再度与美国长老会（美北长老会）合并成立长老会 (美国)（Presbyterian Church (U.S.A.)）。
美南长老会历史上的著名人物有桑威尔（James Henley Thornwell）、罗伯特·刘易斯·达布尼（Robert Lewis Dabney）、本杰明·摩根·帕尔默（Benjamin Morgan Palmer）、钟爱华（Nelson Bell，葛培理的岳父）等。

## 海外传教
美南长老会在历史上积极向海外传教。成立不久的1867年就向中国派出了传教士。第一个传教基地选择在浙江杭州。以后沿京杭大运河逐步向北扩展，在江苏省具有重要影响。直到1952年退出中国大陆。以后仍在台湾进行传教。美南长老会在中国的著名传教士包括约翰·雷登和司徒雷登父子，应斯理（Inslee, Elias B.）、赛兆祥（赛珍珠的父亲）、吴板桥、杜步西、林嘉美、钟爱华、白秀生等人。